# Northern Beaches Council
Koordinaten: 33° 42′ S, 151° 15′ O

Das Northern Beaches Council ist ein lokales Verwaltungsgebiet (LGA) im australischen Bundesstaat New South Wales. Northern Beaches gehört zur Metropole Sydney, der Hauptstadt von New South Wales. Das Gebiet ist 254,2 km² groß und hat etwa 265.000 Einwohner.
Northern Beaches gehört zu Greater Sydney und umfasst die Küstengebiete nördlich des Sydney Harbour. Das Gebiet umfasst 57 Ortsteile und Ortschaften: Allambie Heights, Avalon Beach, Balgowlah, Balgowlah Heights, North Balgowlah, Bayview, Beacon Hill, Belrose, Bilgola Beach, Bilgola Plateau, Brookvale, Church Point, Clareville, Clontarf, Coasters Retreat, Collaroy, Collaroy Plateau, Cottage Point, Cromer, Curl Curl, North Curl Curl, Currawong Beach, Davidson, Dee Why, Duffys Forest, Elanora Heights, Elvina Bay, Fairlight, Forestville, Frenchs Forest, Freshwater, Great Mackerel Beach, Ingleside, Killarney Heights, Ku-Ring-Gai Chase, Lovett Bay, Manly Vale, North Manly, McCarrs Creek, Mona Vale, Morning Bay, Narrabeen, North Narrabeen, Narraweena, Newport, Oxford Falls, Palm Beach, Pittwater, Scotland Island, Seaforth, Terrey Hills, Warriewood, Whale Beach, Wheeler Heights und Teile von Manly, Middle Harbour und Queenscliff. Der Verwaltungssitz des Councils befindet sich im Stadtteil Manly im Süden der LGA.
Das Northern Beaches Council entstand am 12. Mai 2016 durch den Zusammenschluss der drei Councils Manly, Pittwater und Warringah.

## Verwaltung
Der Northern Beaches Council hat 15 Mitglieder, die von den Bewohnern von fünf Wards gewählt werden (je drei aus den Wards Pittwater, Narrabeen, Frenchs Forest, Curl Curl und Manly). Diese fünf Bezirke sind unabhängig von den Stadtteilen festgelegt. Aus dem Kreis der Councillor rekrutiert sich auch der Mayor (Bürgermeister) des Councils.